# Bistum Virac
Das Bistum Virac (lat.: Dioecesis Viracensis) ist eine auf den Philippinen gelegene römisch-katholische Diözese mit Sitz in Virac.

## Geschichte
Das Bistum Virac wurde am 27. Mai 1974 durch Papst Paul VI. mit der Apostolischen Konstitution Divino Christi aus Gebietsabtretungen des Bistums Legazpi errichtet und dem Erzbistum Caceres als Suffraganbistum unterstellt.
Es umfasst die Provinz Catanduanes.

## Bischöfe von Virac

Wappen des Bistums Virac

- José Sorra, 1974–1993, dann Bischof von Legazpi
- Manolo Alarcon de los Santos, 1994–2024
- Luisito Occiano, seit 2024